# Azalias
Azalias, nome de origem hebraica que traduzido significa "Jeová mostrou-se distinto". Na Bíblia, Azalias era filho de Mesulão e pai de Safã, secretário do Rei Josias.